# Alexej Andrejevič Arakčejev
Hrabě Alexej Andrejevič Arakčejev (rusky: Алексе́й Андре́евич Аракче́ев) (4. října (23. září dle Juliánského kalendáře) 1769 – 3. května (21. dubna dle Juliánského kalendáře) 1834) byl ruský generál a státník za vlády Pavla a Alexandra I.
Arakčejev byl od mládí vyučován v aritmetice, geometrii, opevňovacích technikách a dělostřeleckých výpočtech jedním z nejlepších ruských dělostřelců, Řekem z Kefalonie, Petrem Ivanovičem Melissinem. Do služeb budoucího cara, dědice trůnu Pavla Petroviče, byl Arakčejev doporučen knížetem Saltykovem, když carevič hledal schopného dělostřeleckého důstojníka. Než se stal vládcem byl generálním ubytovatelem vojska, generálem (na generálporučíka povýšen 1798, hraběcí titul získal 1799) a na konci vlády Pavla I. ministrem války.
V období, kdy Rusko vedlo mnoho válek, se sice sám ani jedné přímo nezúčastnil, ale jako inspektor dělostřelectva měl značný vliv na organizaci armády. Jeho Systém z roku 1805, který byl zaveden jako reakce na prohru u Slavkova, znamenal významný posun jak v kvantitě tak v kvalitě ruské artilerie.
Jelikož posledních 10 let vlády prožil Alexandr I. v dostavnících, které křižovaly Evropou, protože si myslel, že je povolán zachránit Evropu před spiknutím revolucionářů. Skutečným vládcem se stal generál Arakčejev (zhruba od roku 1815). V roce 1816 byli na univerzity dosazeni kurátoři, aby dohlíželi na jejich chod. Jedním z nich byl na příklad kurátor Magnický – zakázal studia anatomie na mrtvolách.

## Vojenské osady
V roce 1816 byly na jeho povel zřízeny Vojenské osady. Žilo v nich 350 000 rolníků, kteří na povel vstávali, zatápěli v kamnech, snídali v přesně stanovenou dobu a pod velením chodili do práce a poté se vraceli. Po večerce nesměli svítit a polovinu úrody museli odevzdat. Z vesnice směli odcházet pouze na propustku a bez souhlasu nesměli nic prodat. Byli také cvičeni vojenským výcvikem, protože Rusko potřebovalo mít neustále k dispozici početně velkou armádu. Všechno bylo přísně dodržováno, díky tělesným trestům. I děti těchto osadníků už od 7 let prodělávaly vojenský výcvik.
Roku 1817 se osady začaly bouřit a povstaly. Stavění nových osad bylo pozastaveno, i když úplně byly zrušeny až v polovině 30. let.